# Billaea setosa
Billaea setosa är en tvåvingeart som först beskrevs av Macquart 1843.  Billaea setosa ingår i släktet Billaea och familjen parasitflugor. Inga underarter finns listade i Catalogue of Life.